# 北野演芸館〜たけしが本気で選んだ芸人大集結SP〜
『北野演芸館〜たけしが本気で選んだ芸人大集結SP〜』（きたのえんげいかん〜たけしがほんきでえらんだげいにんだいしゅうけつスペシャル〜）は、MBSとイースト・エンタテインメントが共同製作し、TBS系列で不定期に放送されていた演芸特番であり、ビートたけしの冠司会番組である。2015年まで10回放送された。

## 概要
ビートたけしがとある演芸場の支配人、ガダルカナル・タカが演芸場の副支配人に扮し、多くのお笑い芸人にネタを披露してもらうという設定の不定期演芸特別番組。
当番組の特筆すべき点として、番組名にもあるように出演者をビートたけし自ら選出している点が挙げられる。年齢・東西・ジャンル・所属事務所など一切関係なく、たけしが「今面白いと思う芸人」をリストアップし、たけし自ら招待状に直筆メッセージを記入している。また、これとは別枠で、たけしとタカが所属しているオフィス北野の芸人も毎回何組か出演している。
第3回までと第6回以降は、単発の特別番組としての放送だが、第4回・第5回は、『日10☆演芸パレード』の特別編として放送されていた。
第9回と第10回には、番組の後半に「魔のカーテンコーナー」と言うゴングショー形式のコーナーが設けられる。各回4組の芸人（芸歴は不問）が登場したが、つまらない内容と判断された場合、たけしが専用のボタンを押す。すると、ステージの天井から紅白の幕が降下し、そのネタは強制終了させられるルールになっていた。ちなみに第7回と第8回にも同様のコーナーがあり、その時はコーナー名はついてないが、ルールは同じである。
一部報道によると、番組は第三次お笑いブームが終わった、ビートたけしの危機感によって開始されたとあり、また、一部に「昨今の殺人事件（などの心の暗さが原因による事件）に対して（そういう事が起きないように）お笑い界ができる事がある」との高い志、趣旨も合わさり開始されたとの一部報道がある。そのため同番組は、事務所の垣根を越えて、東西地域の垣根を越えて開催されるものであり、（その志に賛同する）博多華丸・大吉などの芸人は、他の仕事よりも、例えギャラが低く弁当がまずくても最優先で参加する事例が見受けられる。

## 出演者

### 司会
- ビートたけし（支配人）
- ガダルカナル・タカ（副支配人）

## 放送リスト

### 第1回
放送日：2011年9月28日 21:00 - 22:48
| - インパルス - オードリー - からくりどーる - ケーシー高峰 - サンドウィッチマン - ダイノジ | - ダチョウ倶楽部 - TKO - 東京03 - 友近 - ナイツ - トリオロスアキオ | - 中川家 - 風船太郎 - マキタスポーツ - 矢野・兵動 - 笑い飯 |

### 第2回
放送日：2012年2月8日 21:00 - 22:48（『水曜エンタ!』枠）
| - が〜まるちょば - 米粒写経 - サンドウィッチマン - スリムクラブ - デンジャラス - テンダラー | - 東京03 - 東京名物大神本舗五百年 - 友近 - 博多華丸・大吉 - 原口あきまさ | - ピース - 中川家 - マキタスポーツ - ロバート - U字工事 |

### 第3回
放送日：2012年7月8日 19:00 - 20:54
| - オードリー - からくりどーる - ケーシー高峰 - サンドウィッチマン - 千鳥 - ダイノジ | - テンダラー - 東京名物大神本舗五百年 - 友近 - ナイツ - 中川家 | - パンクブーブー - ほたるゲンジ - マキタスポーツ - ますだおかだ - U字工事 |

### 第4回
放送日：2012年10月14日 21:00 - 22:48（『日10☆演芸パレード』特別編）
| - インパルス - オードリー - ケーシー高峰 - ダイノジ - 次長課長 - トータルテンボス | - 東京名物大神本舗五百年 - 友近 - ドランクドラゴン - ナイツ - 中川家 | - FUJIWARA - ほたるゲンジ - ロッチ - ロバート |

### 第5回
放送日：2012年12月23日 21:00 - 22:48（『日10☆演芸パレード』特別編）
| - オードリー - ケーシー高峰 - サンドウィッチマン - テンダラー - 東京03 | - 東京名物大神本舗五百年 - 友近 - ナイツ - バイきんぐ | - マキタスポーツ - U字工事 - ロッチ - ロバート - 笑い飯 |

### 第6回
放送日：2013年8月25日 22:25 - 23:19
| - インパルス - COWCOW - サンドウィッチマン | - ずん - ダイノジ - ナイツ | - バイきんぐ - ロバート |

### 第7回
放送日：2013年9月1日 22:00 - 22:54
| - 千鳥 - テル - テンダラー - 東京03 | - 東京ペールワン - 東京名物大神本舗五百年 - 西川のりお・上方よしお - 博多華丸・大吉 | - パンクブーブー - マリア - ヲタル |

### 第8回
放送日：2014年3月30日 21:00 - 22:48
| - アルコ&ピース - インパルス - ウーマンラッシュアワー - かもめんたる - サンドウィッチマン | - ジャングルポケット - ダチョウ倶楽部 - 千鳥 - テンダラー - どぶろっく | - 中川家 - 流れ星 - 笑い飯 |

| ピン芸人コーナー - グレート義太夫 - 東京名物大神本舗五百年 - テル - バイク川崎バイク - 三又又三 - ヲタル | モノマネ芸人コーナー - 原口あきまさ - 神奈月 |

### 第9回・第10回
放送日：2015年3月8日・3月15日 22:00 - 22:54
| 3月8日 - ジャングルポケット - 東京03 - トレンディエンジェル - ナイツ - ナポレオンズ - 西川のりお・上方よしお - 日本エレキテル連合 - バイきんぐ 魔のカーテンコーナー - あばれる君 - キンタロー。 - 銀座ポップ - 8.6秒バズーカー | 3月15日 - インパルス - ずん - ダチョウ倶楽部 - テンダラー - 中川家 - NON STYLE - 馬鹿よ貴方は - 笑い飯 魔のカーテンコーナー - 新宿カウボーイ - レイザーラモンRG - ダイオウイカ夫 - グレート義太夫 |

## スタッフ

### 2015年現在
- 構成：都築浩、藤原ちぼり、藤谷弥生、くらなり
- ナレーター：服部潤
- ＴＰ：深谷高史
- ＴＤ／ＳＷ：藤江雅和
- ＣＡＭ：秋山勇人
- ＶＥ：高橋正直
- ＡＵＤ：小清水健治
- ＬＤ：香川和代（プログレッソ）
- 美術プロデューサー：高松浩則
- デザイン：中村嘉邦
- 美術進行：勝藤俊則
- 装置：鈴木匡人
- 操作：佐藤学
- ＣＧ：堀内信吾
- 編集：波江野剛、山本浩三
- ＭＡ：水野貴浩
- 音響効果：藤代広太
- ＴＫ：伊藤裕子
- 技術協力：ニューテレス、オムニバスジャパン、レモンスタジオ
- 美術制作：アックス
- 制作協力：オフィス北野、K-ten
  - 第6・7回では技術＆美術＆制作協力6社は、まとめて協力扱い
- 編成：石田敦子（MBS）
- 宣伝：安藤ひと実（MBS）
- デスク：井上美早（MBS）
- ＡＰ：柴垣早智子[6]
- ディレクター：高山賢一、加藤浩明、中野貴博、久保田集、斉田泰伸
- 演出：小松伸一（K-ten）
- プロデューサー：天鷲裕到（MBS）、吉田宏、瀬崎一世
- 制作：MBS、EAST ENTERTAINMENT

### 過去のスタッフ
- 構成：浜栄一
- ＴＤ／ＳＷ：河西純
- ＴＤ：藤本敏行
- ＣＡＭ：長瀬正人、矢代祐一
- ＶＥ：水野博道
- ＡＵＤ：石井俊二、加瀬悦史、森田篤
- ＬＤ：渡辺啓史
- 美術プロデューサー：西條実
- 美術制作：宇賀田暁彦
- 操作：内田聡子、岩尾匡介、中尾了輔、佐藤学
- 電飾：澤田稔
- 編集：室谷光則、宮下圭介
- ＭＡ：轉石裕治、小野敬太郎
- 編成：合田忠弘（MBS）
- 宣伝：北野弘（MBS）
- デスク：瀬田麻衣子、柴崎菜穂（MBS）
- 制作プロデューサー：斉藤嘉久、小林有衣
- ディレクター：水野雅之・山田雅之、斉田泰伸・上西浩之、酒井秀樹
- プロデューサー：横田一、福岡元啓、井口岳洋、田中良（全員MBS）